# Totonaque de la sierra
Le totonaque de la sierra est une langue totonaque parlée dans les États de Veracruz et de Puebla, au Mexique. 

## Classification
Le parler totonaque de la sierra appartient à la famille de langues amérindiennes des langues totonaques. La langue comprend trois dialectes, parlés respectivement à Zapotitlán, Coatepec et Huehuetla. 

## Phonologie
Les tableaux présentent les phonèmes du totonaque de la sierra parlé à Zapotitlán de Mendez, les voyelles et les consonnes. 

### Voyelles
|         | Antérieure                   | Centrale                    | Postérieure                 |
| ------- | ---------------------------- | --------------------------- | --------------------------- |
| Fermée  | i [i] ii [iː] ḭḭ ḭː [ḭ] [ḭː] |                             | u [u] uu [uː] ṵ [ṵ] ṵṵ [ṵː] |
| Ouverte |                              | a [a] aː [aː] a̰ [a̰] a̰a̰ [a̰ː] |                             |

### Qualité des voyelles
Les trois voyelles du totonaque de Zapotitlán de Mendez, peuvent être longues, et ces deux séries, peuvent être laryngalisées.
En position finale, les voyelles sont dévoisées: miki̥, neige, ou stapu̥, haricots.

### Consonnes
|               |               | Bilabiale | Alveéolaire | Latérale | Palatale | Vélaire | Uvulaire | Glottale |
| ------------- | ------------- | --------- | ----------- | -------- | -------- | ------- | -------- | -------- |
| Occlusives    | Occlusives    | p [p]     | t [t]       |          |          | k [k]   | q [q]    | ʔ [ʔ]    |
| Fricatives    | Fricatives    |           | s [s]       | ł [ɫ]    | š [ʃ]    |         |          | h [h]    |
| Affriquées    | Affriquées    |           | c [t͡s]      |          | č [ t͡ʃ ] |         |          |          |
| Nasales       | Nasales       | m [m]     | n [n]       |          |          |         |          |          |
| Liquides      | Liquides      |           | l [l]       |          |          |         |          |          |
| Semi-voyelles | Semi-voyelles | w [w]     |             |          | y [j]    |         |          |          |

### Allophones
Précédées par une consonne nasale, les occlusives et les affriquées deviennent sonores. Exemples :
- kimpaːn [kimbaːn], mon estomac
- minca̰n [mindzʌ̰n], ton talon
- wanča̰ [wandʒʌ̰] ou [wanʒʌ̰], il parla là
- a̰nqṵːy [ʔaŋɢṵːy], ils vont